# 黎挺
黎挺（越南语：／，1847年—1933年3月2日），亦作黎廷挺，越南阮朝举人、官员。

## 生平
嗣德二十三年（1870年），黎挺在承天場考中庚午科舉人。
1933年3月2日，黎挺逝世，享壽九十三歲。一說其於1920年逝世。

## 家庭
- 子黎廷扬（Lê Đình Dương，1894－1919），醫生，1916年因參與越南光復會和維新帝失敗的起義，遭法國殖民當局逮捕和流放，在流放期間服毒自盡[4]
- 子黎廷探（1897－1969），醫生、佛教居士